# British Academy
British Academy lub Akademia Brytyjska – narodowa akademia nauk humanistycznych i społecznych Wielkiej Brytanii. 
Stowarzyszenie British Academy zostało założone przez Royal Charter w 1902 i zrzesza ponad 800 badaczy. Akademia jest niezależna i samorządna. Wybór na członka British Academy jest uznaniem wybitnych zasług naukowych w danej dziedzinie humanistycznej lub nauk społecznych, potwierdzony publikacjami naukowymi. Członkowie mogą używać liter FBA (Fellow of the British Academy) zapisane po ich nazwiskach.

## Cele
Akademia ustanowiła sobie następujące cele:
- reprezentowanie interesów nauki w kraju i zagranicą,
- rozpoznawanie wybitnych osiągnięć,
- promowanie i wspieranie zaawansowanych badań naukowych,
- wspieranie międzynarodowej współpracy i wymiany,
- szerzenie wiedzy na korzyść publicznego zrozumienia badań naukowych i nauczania,
- publikowanie wyników badań naukowych.

## Prezydenci British Academy
Od 1902 do czasów obecnych:
- The Lord Reay (1902–1907)
- Sir Edward Maunde Thompson (1907–1909)
- Samuel Butcher (1909–1910)
- Sir Adolphus Ward (1911–1913)
- The Viscount Bryce (1913–1917)
- Sir Frederic Kenyon (1917–1921)
- The Earl of Balfour (1921–1928)
- H. A. L. Fisher (1928–1932)
- John William Mackail (1932–1936)
- Sir David Ross (1936–1940)
- J. H. Clapham (1940–1946)
- Sir Idris Bell (1946–1950)
- Sir Charles Kingsley Webster (1950–1954)
- Sir George Norman Clark (1954–1958)
- Sir Maurice Bowra (1958–1962)
- The Lord Robbins (1962–1967)
- Sir Kenneth Clinton Wheare (1967–1971)
- Sir Denys Lionel Page (1971–1974)
- Sir Isaiah Berlin (1974–1978)
- Sir Kenneth James Dover (1978–1981)
- The Revd Owen Chadwick (1981–1985)
- Sir Randolph Quirk (1985–1989)
- Sir Anthony Kenny (1989–1993)
- Sir Keith Thomas (1993–1997)
- Sir Tony Wrigley (1997–2001)
- The Viscount Runciman of Doxford (2001–2004)
- The Baroness O'Neill of Bengarve (2005–)